# Hvid østersøtangloppe
Hvid østersøtangloppe (Monoporeia affinis), også betegnet som Pontoporeia affinis (gr: pontos = hav, poreia = at rejse), er en lille, gullig svagt orange bentisk organisme, der er almindelig i Østersøen, og er ca. 1 cm lang som fuldvoksen.

## Forekomst
Den anses for at være et af Østersøens istidsrelikter fra den sidste istid, der er indvandret fra Ishavet. Som oprindelig ferskvandsart findes den desuden i skandinaviske søer. Den hvide østersøtangloppe lever på bløde bunde, sommetider endog så tæt som 10.000-20.000 individer, men oftest et par hundrede til tusinde individer pr. m². 
Den hvide østersøtangloppe har tidligere været en istidsrelikt i Furesøen frem til 1954, men ved en undersøgelse i 1999 blev den ikke fundet, hvorfor den anses for uddød i Furesøen.

## Levevis og naturlige fjender
Den hvide østersøtangloppe lever af planteplankton og opløste organiske emner, der synker ned på bunden. Tangloppen spiller en vigtigt rolle for bioturbationen (blanding og iltningen af bundfaldet). Den hvide østersøtangloppe er bytte for østersøtanglusen, havbørsteormen Harmothoe sarsi og torsk.
Efter parring om efteråret og svangerskab vinteren over, føder den hvide østersøtangloppe 20-30 stykker afkom én gang i hele dens livslængde på 2-4 år.

## Indikatorart
Den stadig større iltmangel på bunden af Østersøen – specielt i Den Finske Bugt – har på det seneste påvirket forekomsten af den hvide østersøtangloppe, da dens æg og embryo er yderst følsomme over for iltmangel. Derfor anvendes den hvide østersøtanglus ofte som indikatorart på Østersøens tilstand.

## Nærtstående art
Den hvide østersøtangloppe er nært beslægtet med en anden bentisk tangloppe,  Pontoporeia femorata, som adskiller sig fra den hvide østersøtangloppe ved at have lyserøde øjne.